# Auguste de Mornay
Auguste Joseph Christophe Jules, marquis de Mornay-Montchevreuil, est un militaire et homme politique français né le 1er juin 1798 à Doue (Seine-et-Marne) et décédé le 2 juin 1852 à Paris.

## Biographie

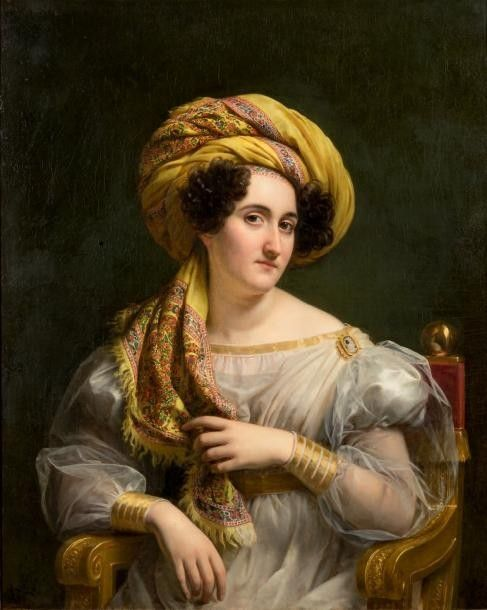
Portrait de Joséphine Louise Hortense Soult, épouse de Mornay.

Auguste Jules de Mornay est le fils de Christophe de Mornay, marquis de Montchevreuil (1769-1803) et d'Augustine-Louise de Caulaincourt (1774-1832), remariée avec Ange Philippe comte d'Esterno. Il est un descendant de Henri de Mornay.
Il est aussi le neveu d'Armand de Caulaincourt, marquis de Caulaincourt et 1er duc de Vicence ; le petit-fils de Gabriel Louis de Caulaincourt.
il s'oriente vers une carrière militaire. Sous-lieutenant de cavalerie, il participe à la bataille de Waterloo. Il est capitaine de la garde royale sous la Restauration et épouse la fille du maréchal Soult, dont il devient l'aide de camp. Il quitte l'armée en 1832.
Il est député du Tarn de 1830 à 1832, puis député de l'Oise de 1832 à 1851. Sous la monarchie de Juillet, il siège à gauche, dans l'opposition libérale, bien que son beau-père soit président du conseil de 1840 à 1847 et vote constamment avec l'opposition.
En décembre 1834, il fait partie des vingt-sept fondateurs de la Société française pour l'abolition de l'esclavage.
Réélu en 1848, puis en 1849, sous la Deuxième république, il siège à droite, avec les monarchistes, et préside le comité des Affaires étrangères. Il préside le conseil général de l'Oise de 1849 à 1850.
Il s'oppose au coup d’État du 2 décembre 1851, et se présente dans l'Oise sans succès, en 1852, comme candidat d'opposition. il se retire alors de la vie politique.

### Distinction
- chevalier (1825), puis officier (1831) de la Légion d'honneur

### Mariage et descendance
Auguste Jules de Mornay épouse en 1822 Hortense Soult de Dalmatie (1804-1862), fille de Jean de Dieu Soult, duc de Dalmatie, le "maréchal Soult", et de Louise Berg. Tous deux ont trois enfants :
- Berthe de Mornay de Montchevreuil, religieuse (1830-1853) ;
- Augustin Philippe de Mornay, marquis de Montchevreuil, député de l'Oise (1831-1893), marié en 1867 avec Marguerite Legrand de Villers, dont postérité ;
- Pierre de Mornay-Soult de Dalmatie, marquis de Montchevreuil après son frère, lieutenant colonel de cavalerie (1837-1905), marié en 1860 avec Laure Belhomme de Franqueville de Caudecoste (1839-1863). Sans postérité[1]